# Makrofyla andyjsko-równikowa
Języki andyjsko-równikowe – makrofyla językowa etnolektów Ameryki Południowej, która obejmuje cztery fyle:
- Fyla andyjska
- Fyla równikowa
- Fyla jivaroańska
- Fyla makrotukanoańska